# Tjuorre-Biessetjåhkkå
Tjuorre-Biessetjåhkkå är ett naturreservat i Arjeplogs kommun i Norrbottens län.
Området är naturskyddat sedan 2018 och är 16,7 kvadratkilometer stort. Reservatet omfattar gammal urskog på lågfjäll och höjder. Reservatet består av granurskog på höjderna och tall- och barrblandskogar längre ner.